# 타카츠카 토모히토
타카츠카 토모히토(高塚智人, 1992년 8월 25일 ~ )는 일본의 남자 성우이다. 유린 프로 소속.
도쿄도 출신.